# Hóa tệ học
Hóa tệ học hoặc cổ tệ học (tiếng Anh: numismatics) là ngành nghiên cứu hoặc là hoạt động sưu tập tiền tệ, bao gồm tiền xu, token, tiền giấy và các vật thể liên quan. Hóa tệ học có thể bao gồm các nghiên cứu rộng hơn về tiền và các phương tiện thanh toán được dùng để thanh toán nợ và trao đổi hàng hóa. Ngành này không nghiên cứu việc sử dụng các loại hàng hóa khác, ngay cả khi hàng hóa đó được dùng như tiền tệ, ví dụ thuốc lá được tù nhân dùng làm tiền tệ trong nhà tù. Người Kyrgyz sử dụng ngựa làm đơn vị tiền tệ chính và trả các khoản tiền lẻ nhỏ bằng da cừu, tuy nhiên ở đây da cừu có thể phù hợp với nghiên cứu hóa tệ học, còn ngựa thì không.
Các nghiên cứu mang tính chất kinh tế và lịch sử về việc sử dụng tiền và sự phát triển của tiền là một bộ phận không thể tách rời của nghiên cứu hóa tệ học về hiện thân vật chất của tiền tệ.

## Từ nguyên
Từ numismatics được chứng thực là sử dụng lần đầu trong tiếng Anh vào năm 1829. Từ này bắt nguồn từ tính từ numismatic, nghĩa là "của tiền xu". Đây là từ mượn từ tiếng Pháp numismatiques, bản thân từ tiếng Pháp có nguồn gốc từ tiếng Latinh muộn numismatis - hình thức sở hữu cách của numisma, biến thể của nomisma, nghĩa là "tiền xu". Nomisma là cách Latinh hóa từ tiếng Hi Lạp νόμισμα (nomisma), có nghĩa là "tiền xu hiện thời". Trong tiếng Hi Lạp, νόμισμα bắt nguồn từ νομίζω (nomizō), nghĩa là "nắm giữ hoặc sở hữu như một thói quen, sử dụng theo lẽ thường". Đến lượt mình, νομίζω bắt nguồn từ νόμος (nomos), nghĩa là "sự sử dụng, thói quen". Cuối cùng, νόμος bắt nguồn từ νέμω (nemō), nghĩa là "Tôi phân phát, chia nhỏ, chia phần, nắm, giữ". "Hóa tệ học" là phiên âm Hán-Việt của thuật ngữ 貨幣學 mà Trung Quốc (chữ Hán phồn thể: 貨幣學; chữ Hán giản thể: 货币学), Nhật Bản (貨幣学) và Hàn Quốc (Hangul: 화폐학; Hanja: 貨幣學) đều dùng.

## Lịch sử hóa tệ học

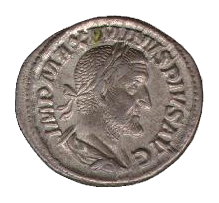
Đồng denarius của La Mã là một đồng xu bạc tiêu chuẩn hóa.

Hoạt động sưu tập tiền xu có lẽ đã có từ thời cổ đại. Nhà thơ Italia Francesco Petrarca có viết một lá thư trong đó kể rằng ông thường bị một đám người mang những đồng xu cổ đến mời chào ông mua chúng hoặc nhận diện hình ảnh vị quân chủ được khắc trên đồng xu. Ông được xem là nhà sưu tập tiền xu đầu tiên của thời Phục Hưng. Năm 1355, Petrarca cho Hoàng đế Đế quốc La Mã Thần thánh Charles IV xem một bộ sưu tập tiền xu La Mã.
Quyển sách đầu tiên viết về tiền xu là cuốn De Asse et Partibus (1514) của Guillaume Budé. Vào đầu thời Phục Hưng, chỉ có vua chúa và quý tộc châu Âu sưu tập tiền xu cổ. Có thể kể ra đây tên một số nhà sưu tập thời đó: Giáo hoàng Bônifaciô VIII, Hoàng đế La Mã Thần thánh Maximilian, Vua Louis XIV của Pháp, Ferdinand I, Joachim II Hector xứ Brandenburg và Vua Henri IV của Pháp. Hóa tệ học được gọi là "Thú tiêu khiển của vua chúa".
Thế kỉ 19 đánh dấu sự xuất hiện của các hiệp hội chuyên về hóa tệ học. Hội Hóa tệ học Hoàng gia (Royal Numismatic Society) được thành lập tại Anh vào năm 1836 và ngay lập tức bắt đầu xuất bản tập san mà về sau có tên là Numismatic Chronicle. Hội Hóa tệ học Hoa Kỳ (American Numismatic Society) được thành lập năm 1858 và bắt đầu xuất bản tập san American Journal of Numismatics vào năm 1866.
Năm 1931, Học viện Anh Quốc (British Academy) cho ra dự án Sylloge Nummorum Graecorum nhằm xuất bản các bộ sưu tập tiền xu của Hi Lạp cổ đại. Năm 1958, số đầu tiên của dự án Sylloge of Coins of the British Isles cũng được xuất bản.
Trong thế kỉ 20, tiền xu hay được xem là những vật thể mang tính khảo cổ học. Sau Thế chiến II, ở Đức ra đời dự án Fundmünzen der Antike nhằm để đăng ký mọi đồng xu tìm thấy trên lãnh thổ Đức. Nhiều quốc gia đã học theo ý tưởng này của Đức.
Tại Hoa Kỳ, Xưởng đúc tiền xu Hoa Kỳ thiết lập một nhóm lãnh đạo vào năm 1838 khi nhà sưu tập Adam Eckfeldt hiến tặng bộ sưu tập cá nhân của ông. Quyển sách American Colonial History Illustrated by Contemporary Medals (1894) của C. Wyllys Betts đã đặt nền tảng cho ngành nghiên cứu các huy chương mang tính lịch sử ở Hoa Kỳ.

### Hóa tệ học hiện đại
Hóa tệ học hiện đại là ngành nghiên cứu tiền xu được đúc kể từ thế kỉ 17 trở về sau, tức là giai đoạn tiền xu được đúc bằng máy. Các nghiên cứu hóa tệ học này đáp ứng nhu cầu của các nhà sưu tập nhiều hơn là của các sử gia. Nó thu hút nhiều dân nghiệp dư hơn là các học giả chuyên nghiệp. Tiêu điểm của hóa tệ học hiện đại là nghiên cứu việc sản xuất và sử dụng tiền trong các văn cảnh mang tính lịch sử bằng cách sử dụng các tài liệu ghi chép của xưởng đúc tiền chẳng hạn nhằm xác định tính hiếm có tương đối của những đồng xu nào đó. Tính đa dạng của đồng xu, lỗi đúc tiền do xưởng gây ra, kết quả của sự hao mòn liên tục của đồng xu, hình ảnh khắc trên tiền xu hay thậm chí là nội hàm chính trị - xã hội của việc đúc tiền xu cũng là những chủ để được người ta quan tâm tìm hiểu.

### Phân ngành
Hóa tệ học có một số phân ngành như exonumia, notaphily và scripophily.
Exonumia là ngành nghiên cứu những vật thể giống như tiền xu (chẳng hạn đồng xu token hoặc huy chương) cũng như các đồ vật được dùng thay cho tiền tệ hợp pháp hoặc dùng để kỉ niệm điều gì đó, chẳng hạn huy chương lưu niệm, thẻ ghi, vật đeo, đồng xu được đóng dấu, đồng nickel bằng gỗ, thẻ tín dụng hoặc những thứ tương tự. Exonumia có quan hệ với hóa tệ học (nghiên cứu về tiền xu với tư cách là tiền tệ hợp pháp). Nhiều nhà sưu tập tiền xu cũng là những nhà nghiên cứu exonumia.
Notaphily là ngành nghiên cứu tiền giấy hay giấy bạc ngân hàng. Người ta tin rằng con người sưu tập tiền giấy từ lâu, song họ chỉ bắt đầu sưu tập chúng một cách có hệ thống vào thập niên 1920 tại Đức, đặc biệt là sưu tập sê ri tiền Notgeld. Thập kỉ 1970 chứng kiến bước ngoặt khi notaphily được các nhà sưu tập tiền tách thành môn riêng. Cùng thời gian đó, một số nước phát triển như Mĩ, Đức, Pháp bắt đầu xuất bản các catalog quốc gia về tiền giấy.
Scripophily là ngành nghiên cứu và sưu tập chứng khoán. Một số giấy tờ có hình thức đẹp và chứa đựng nội hàm lịch sử thú vị.

## Danh sách học giả nghiên cứu hóa tệ học có tầm quan trọng
- Andreas Alföldi (1895–1981)
- Augusto Carlos Teixeira de Aragão
- Michael Alram[10]
- Simone Assemani (1752–1820)
- Churchill Babington
- Anselmo Banduri
- Georges Bataille
- Mark Blackburn (1953–2011)[11][12][13]
- Osmund Bopearachchi
- Bartolomeo Borghesi
- Guillaume Budé
- Andrew Burnett[14]
- Francesco Carelli
- Carlo Ottavio, Count Castiglione
- Celestino Cavedoni
- Henry Cohen
- Joe Cribb[15]
- David Hendin
- Théophile Marion Dumersan
- Stephan Ladislaus Endlicher
- Giuseppe Fiorelli
- Martin Folkes
- Puskar Biswas[14]
- Julius Friedländer
- Andrea Fulvio
- Raffaele Garrucci
- Francesco Gnecchi
- Philip Grierson
- Claude Gros de Boze
- Nicola Francesco Haym (1678–1729)
- Stefan Heidemann
- Kenneth Jenkins[16]
- Joel L. Malter
- Harold Mattingly
- Theodor Mommsen
- Louis Robert
- Desiré-Raoul Rochette
- Joaquín Rubio y Muñoz
- Eduard Rüppell
- Antonio Salinas
- Camillo Serafini
- Adolf Soetbeer
- Frederic Soret
- Charles Surasky
- Johann Gustav Stickel
- Francois Thierry[17]
- Jörgen Zoega